# Luigi Vassalli (Bildhauer)

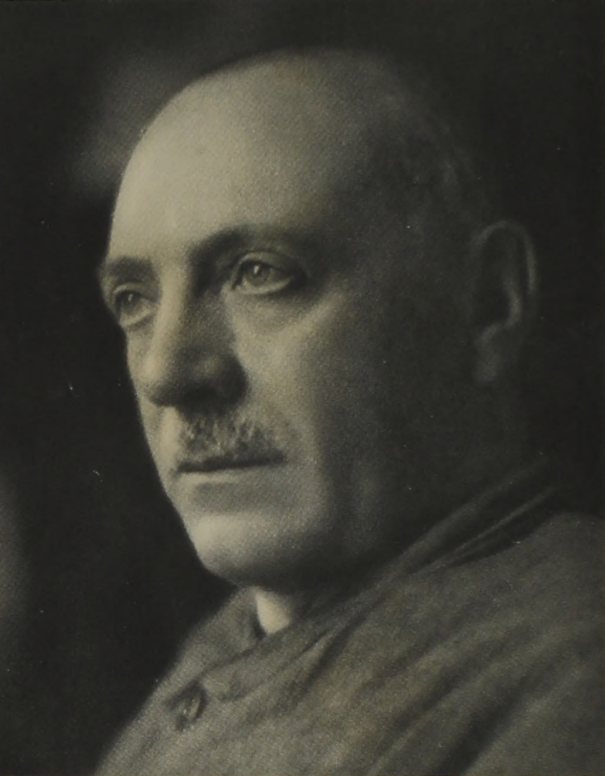
Luigi Vassalli (1928)

Luigi Vassalli (* 11. September 1867 in Lugano; † 5. Mai 1933 ebenda) war ein Schweizer Bildhauer. Sein Frühwerk stand dem italienischen Verismus nahe, später zeigten sich Einflüsse von Symbolismus und Jugendstil. Zu seinen Schülern gehörte José Belloni.

## Leben
Luigi Vassalli wurde 1867 in Lugano als Abkömmling einer Patrizierfamilie aus Riva San Vitale geboren. Ab 1883 studierte er Bildhauerei an der Accademia di Brera in Mailand. Zu seinen Lehrern gehörten Lorenzo Vela (der Bruder von Vincenzo Vela), Ambrogio Borghi und Francesco Barzaghi. Er galt als einer der besten Studenten seiner Generation und gewann 1886 eine Goldmedaille. Nach dem Studium kehrte er nach Lugano zurück und eröffnete hier ein Atelier.
1887 debütierte Vassalli mit dem Grabmal der Familie Brocca auf dem Friedhof von Lugano und etablierte sich rasch als Tessiner Koryphäe auf dem Gebiet der Grabbildhauerei.
1892 nahm er am Wettbewerb für das Telldenkmal in Altdorf teil. Sein Entwurf wurde angeblich wegen der zu hohen Kosten abgelehnt, fand aber allgemein grosse Anerkennung. Im selben Jahr schuf er die Figur Die Betrübte (La dolente), die er 1896 an der Schweizerischen Landesausstellung in Genf präsentierte. Ab 1893 unterrichtete er als Nachfolger von Raimondo Pereda an der Zeichenschule in Lugano (ab 1914 Scuola d’arti e mestieri). 1896 heiratete er Helena Vassalli.
1897 nahm Vassalli am Wettbewerb für das Pestalozzi-Denkmal in Zürich teil. Er konnte zwar abermals nicht gewinnen, immerhin wurde ihm aber für den Entwurf «Alles für andere, für sich nichts» der dritte Platz mit einem Preisgeld von 1000 Franken zugesprochen. Vor ihm standen die Projekte von Giuseppe Chiattone und Hugo Siegwart. Zur selben Zeit gestaltete er das bronzene Basrelief Der Aufstand im Februar 1798 für das 1898 eingeweihte Unabhängigkeitsdenkmal in Lugano. 1899 gewann er den Wettbewerb zur Dekoration der Segmentgiebel über den zwei Treppenaufgängen im Bundeshaus Bern, die er 1900 ausführte. 1900 nahm er mit Das Gebet der Engel (La Preghiera degli Angeli) an der Weltausstellung in Paris teil und erhielt eine Bronzemedaille (der Hauptpreis ging an Antonio Chiattone). Das Werk wurde später in das Grabmal der Familie Torricelli in Lugano integriert.
1901 beteiligte sich Vassalli am Wettbewerb für ein Denkmal für die Neuenburger Revolution in La Chaux-de-Fonds. Er kam zusammen mit Giuseppe Chiattone, Natale Albisetti und Charles L’Eplattenier in die engere Auswahl und erhielt 2000 Franken, letzten Endes wurde aber dem Entwurf des lokalen L’Eplattenier der Vorzug gegeben. Auch für seinen Entwurf für das Grabmal von Johann Caspar Horber auf dem Wolfgottesacker in Basel wurde er zwar prämiert, der Auftrag ging aber schliesslich an Jakob August Heer. Für ein Denkmal des Generals Hans Herzog in Aarau kam er 1903 zusammen mit den Zürchern Richard Kissling und Adolf Meyer in die engere Auswahl. Das Denkmal wurde aber nie realisiert.
Von 1907 bis 1915 stand er der Gesellschaft Schweizerischer Maler und Bildhauer als Präsident vor. Ab 1912 bis zu seinem Tod war er stellvertretender Direktor des Museo Civico di Belle Arti («Museo Caccia») in Lugano.
1920 wurde Vassalli die Ausführung des Denkmals für Carlo Battaglini in Lugano übertragen. Es ist die einzige Skulptur Vassallis auf einem öffentlichen Platz.
Nach langer Krankheit starb Vassalli am 5. Mai 1933 in Lugano. Die Beisetzung fand am 6. Mai statt.

## Einordnung
Vassallis Skulpturen und Plastiken sind handwerklich meisterhaft. Sein Schaffen stand wegen des vergleichsweise konservativen Gepräges aber zeit seines Lebens im Schatten der ebenfalls aus Lugano stammenden Gebrüder Antonio (1856–1904) und Giuseppe Chiattone (1863–1954). In prestigeträchtigen öffentlichen Schweizer Ausschreibungen wurden ihm unter anderem auch der Luzerner Hugo Siegwart (1865–1938) und der Basler Jakob August Heer (1867–1922) vorgezogen. Seine Bekanntheit ist weitgehend auf seine Heimatstadt Lugano beschränkt, in der sich auch fast alle seine Werke befinden.
Seine frühen Werke aus den 1890er Jahren stehen noch ganz unter dem Einfluss des italienischen Verismus. Ab 1900 fand er zu einer eigenständigeren Formsprache mit Anleihen aus dem Symbolismus und dem Jugendstil.
Sein Schüler José Belloni schrieb 1930, kurz vor Vassallis Tod, eine kurze Würdigung, in der er seine Kunst als «aufrichtig, klar, ehrlich» (arte schietta, limpida, onesta) bezeichnete. Ferner schrieb er:

«Luigi Vassalli è stato ed è un maestro. [...] Oltre alle succitate opere, non improvvisate, nè facili, chè Luigi Vassalli, artista coscienzoso, fà e rifà più volte un lavoro, fin che gli riesca di suo pieno gradimento, dobbiamo accennare ai meriti del Vassalli quale pubblico docente: meriti grandi.»

«Luigi Vassalli war und ist ein Meister. [...] Ausser den genannten Werken, die weder  spontan noch simpel sind, zumal Luigi Vassali als gewissenhafter Künstler ein Werk mehrmals macht und noch einmal macht, bis es sein volles Wohlwollen findet, müssen wir auch Vassallis Verdienste als Lehrer erwähnen: grosse Verdienste.»

Vassalli war auch ein hervorragender Medailleur.

## Werke

### Werke im Museo d’arte della Svizzera italiana
Das Museo d’arte della Svizzera italiana in Lugano bewahrt sieben eigenständige Werke Vassallis auf:
- Studie für das Pestalozzi-Denkmal in Zürich, 1897, Bronzeplastik
- Porträt von Clelia Cometti-Bottani, 1905, Marmorskulptur
- Porträt von Vincenzo Vela, 1905, Marmorbüste
- Porträt von Gerolamo Vegezzi, 1905–1910, Marmorbüste
- Porträt von Carlo Battaglini, vor 1920, Marmorbüste
- Qual, 1910, Plastik aus vergoldeter Bronze
- Toter Christus, 1913, Marmorskulptur

### Grabmale
- Familie Brocca, Lugano, 1887
- Familie Rigamonti, Lugano, 1890
- Familie Somazzi, Lugano, 1903
- Merope Rutishauser, Lugano, 1904
- Giorgio Tommaso Cimino, 1907
- Kontinuität des Lebens (Familie Castagnola), Lugano, 1912
- Familie Torricelli, Lugano
- Familie Maffei, Lugano
- Familie Bottani, Agra
- Trauernder Merkur (Familie Oppliger), Langenthal, 1916
- Familie Antognini, Lugano, 1917
- Betende Frau (Familie Scholl-Furer), Diesbach, 1924
- Weinender Jüngling (Familie Widmer), Lugano, 1927

### Weitere Werke (Auswahl)
- Die Betrübte, 1892
- Studie für das Telldenkmal in Altdorf, 1892
- Basrelief auf dem Unabhängigkeitsdenkmal in Lugano, 1898
- Denkmal für Ambrogio Bertoni, Biasca, 1899
- Das Gebet der Engel, 1900
- Dekoration des Bundeshauses in Bern, 1900
- Der Alarm, 1901
- Denkmal für Carlo Battaglini, Lugano, 1920

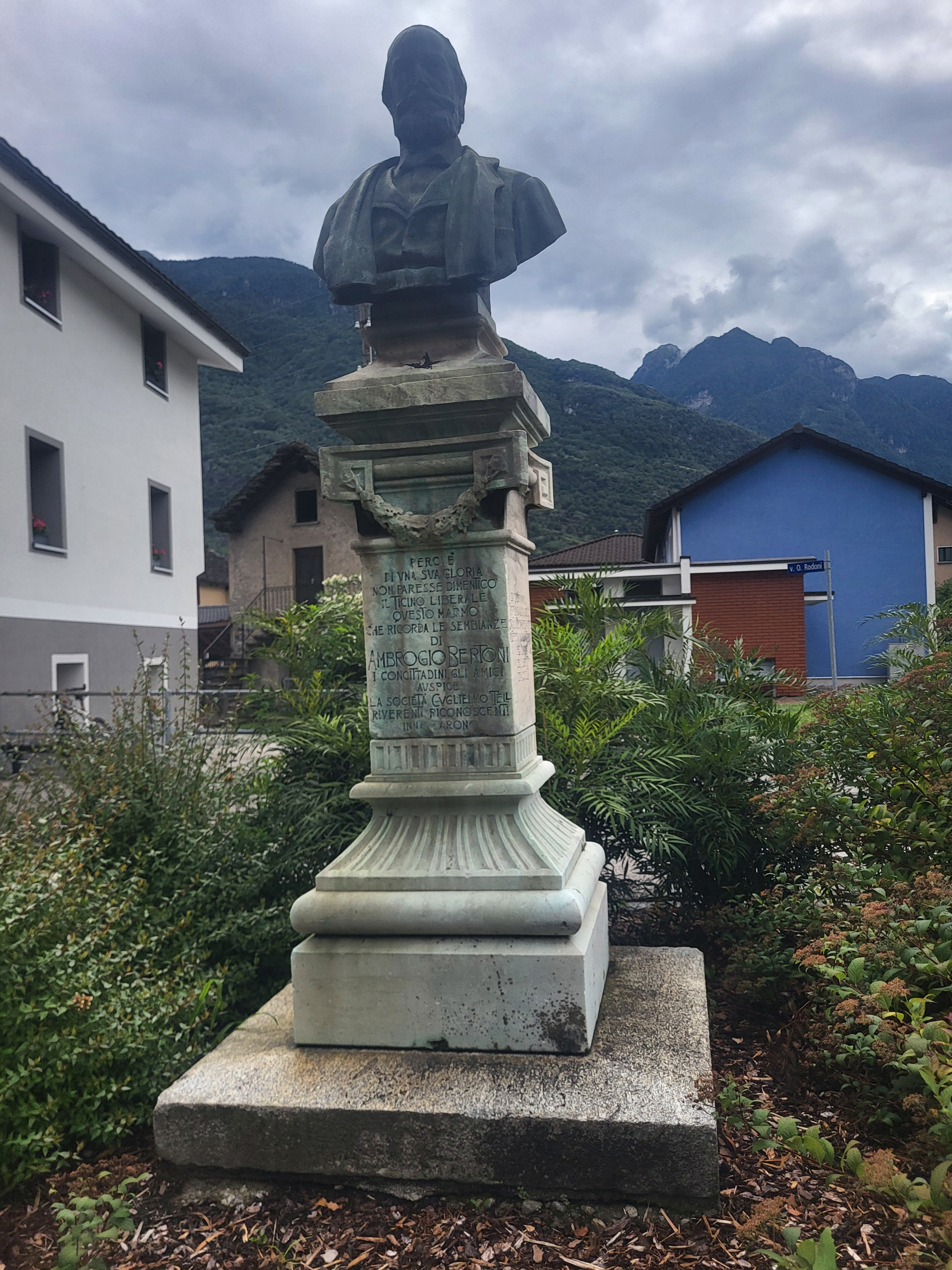
Denkmal für Ambrogio Bertoni, Via Generale Guisan, Biasca, 1899
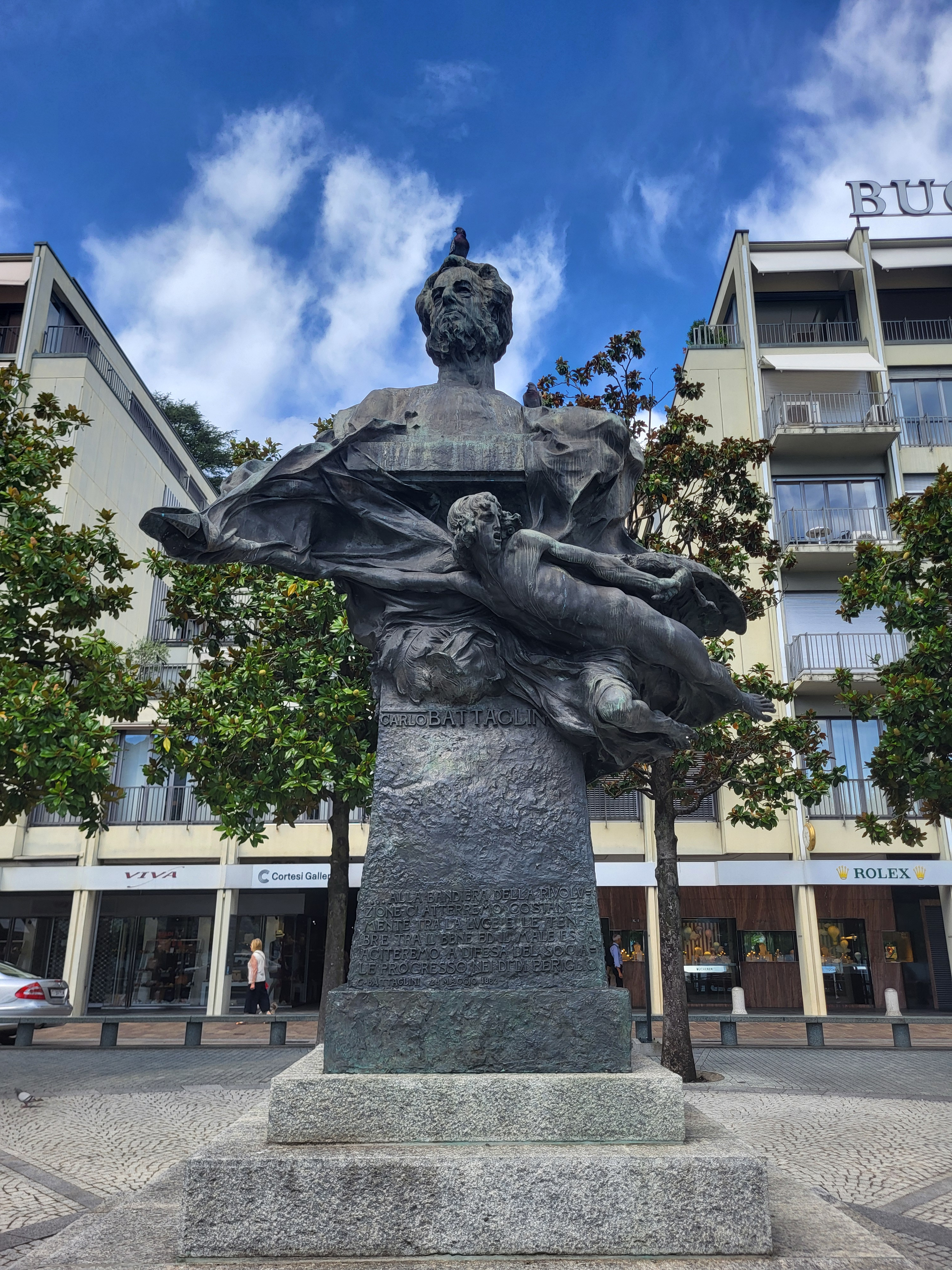
Denkmal für Carlo Battaglini, Piazza Carlo Battaglini, Lugano, 1920
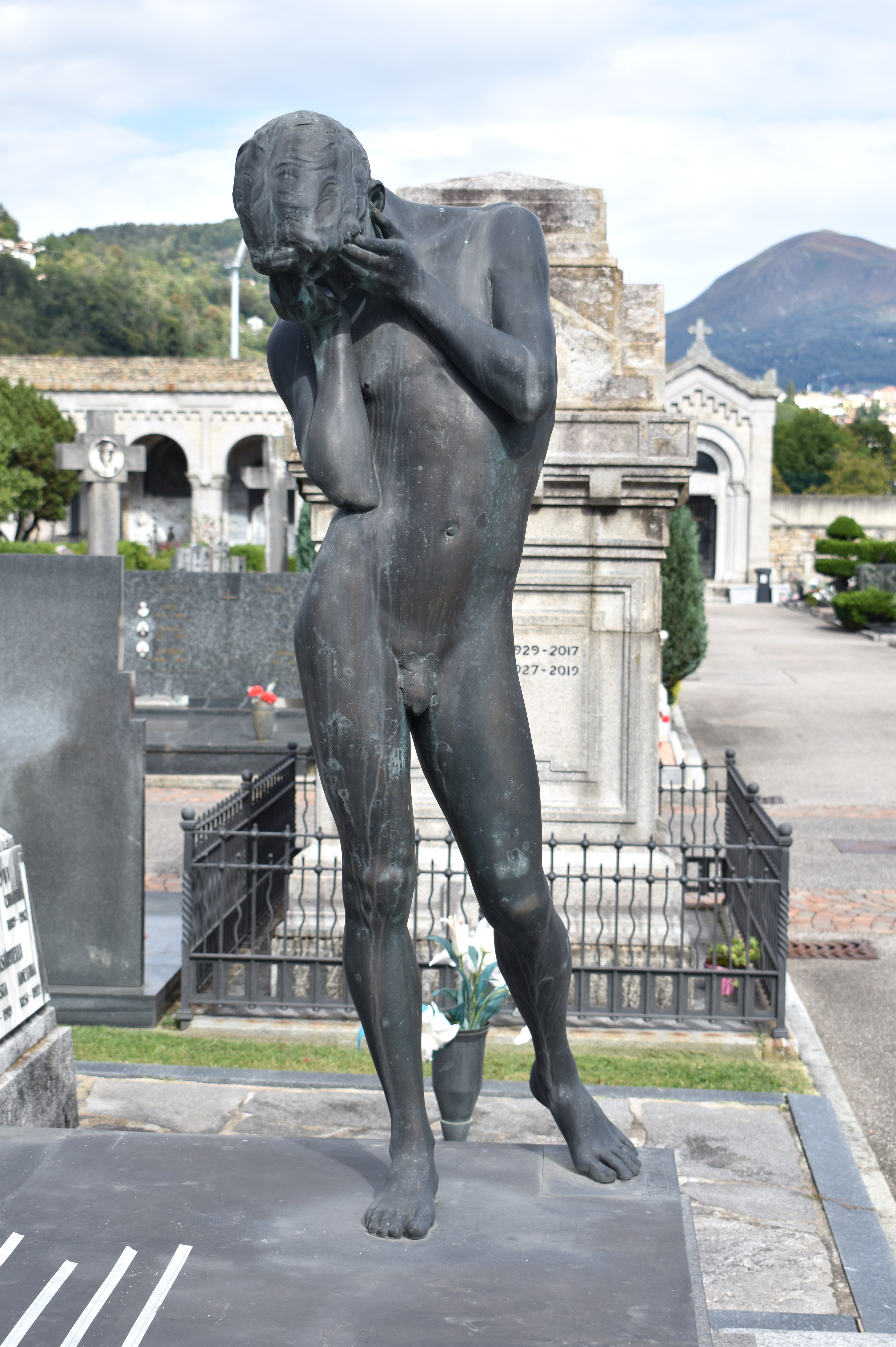
Weinender Jüngling, Widmer-Grabmal, Friedhof Lugano, 1927